# Chi Cú vọ rừng
Chi Cú vọ rừng (tên khoa học Aegolius) là một chi chim trong họ Cú mèo (Strigidae). Chúng gồm 4 loài cú nhỏ (dài 17–27 cm, cân nặng 50-200 gram), có khuôn mặt hình đĩa tương tự các loài cú vọ, đầu tròn lớn, mắt màu vàng hoặc cam. Chúng sinh sống trong các khu rừng thưa của Bắc bán cầu.

## Các loài
- Aegolius funereus: Cú vọ rừng Tengmalm
- Aegolius acadicus: Cú vọ rừng Bắc Mỹ
- Aegolius ridgwayi: Cú vọ rừng không đốm
- Aegolius harrisii: Cú vọ rừng trán nâu

## Hình ảnh

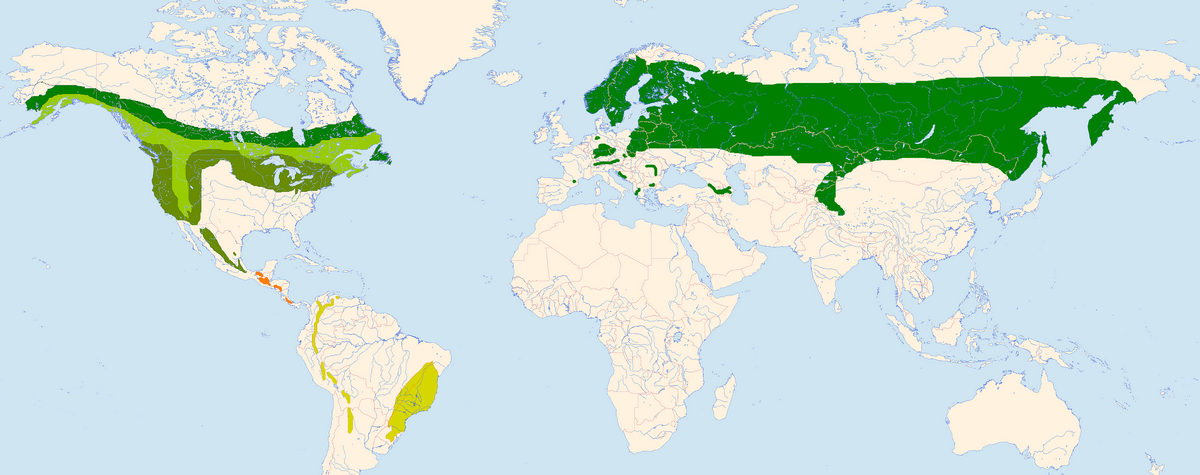
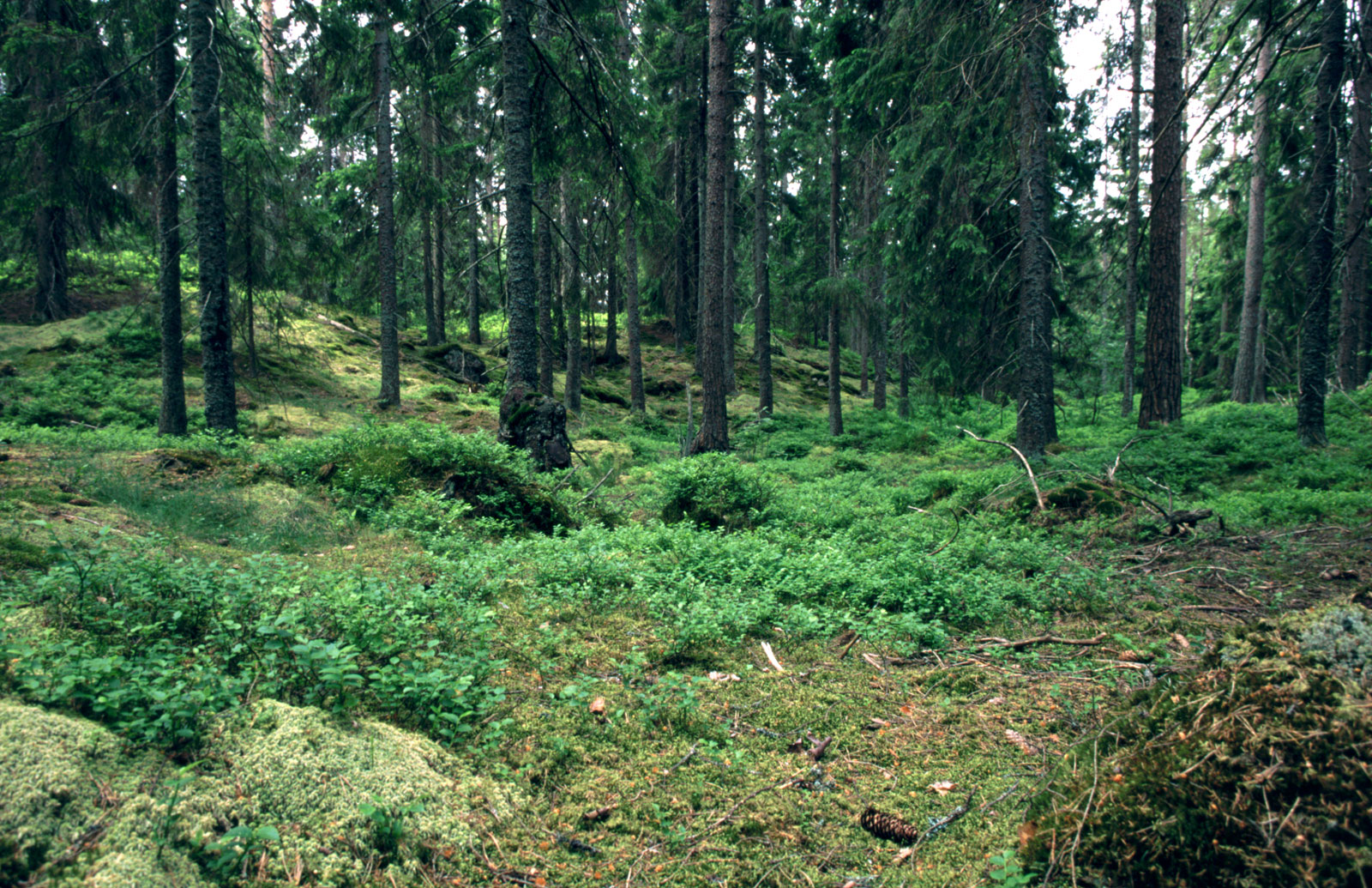
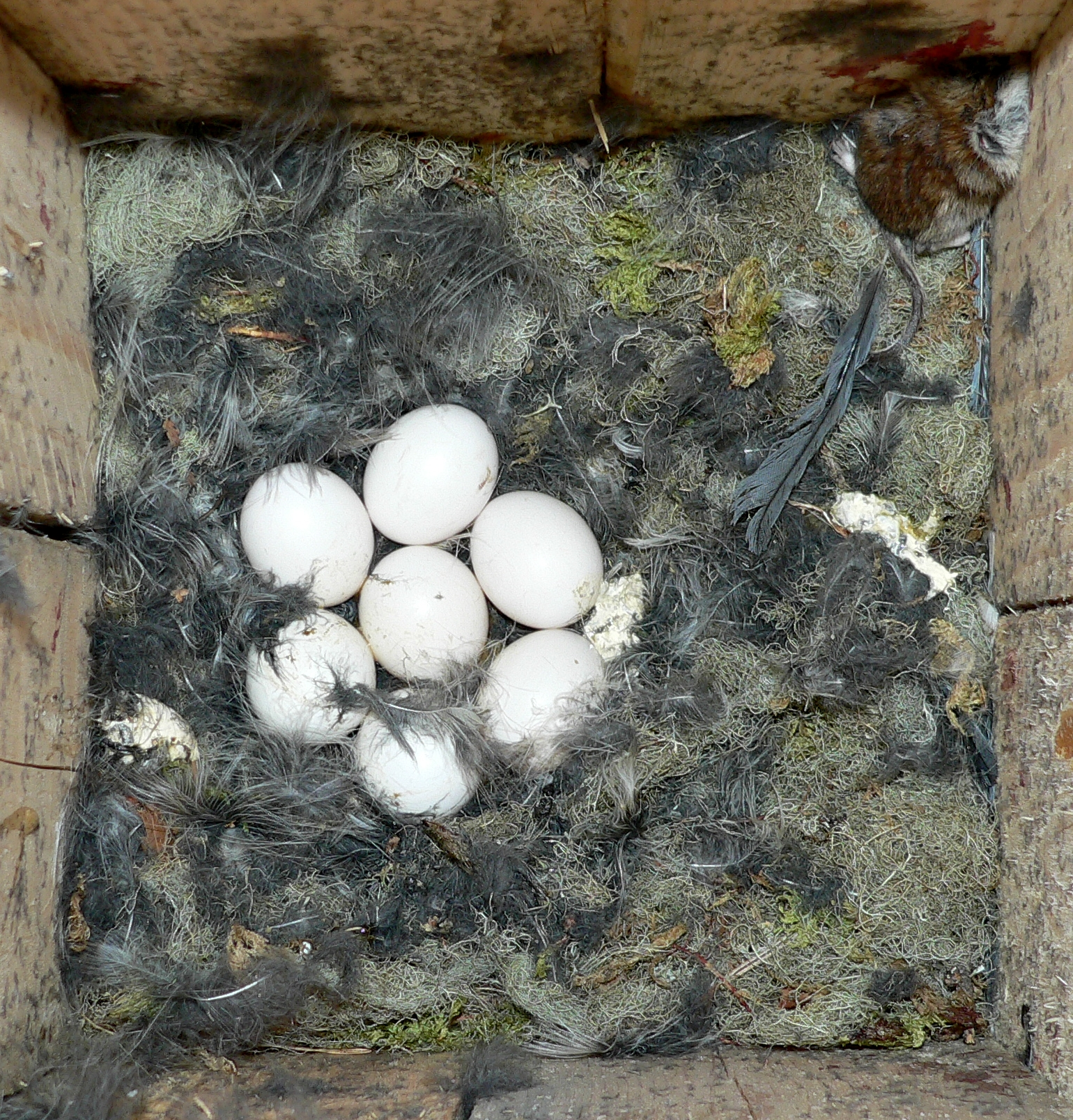
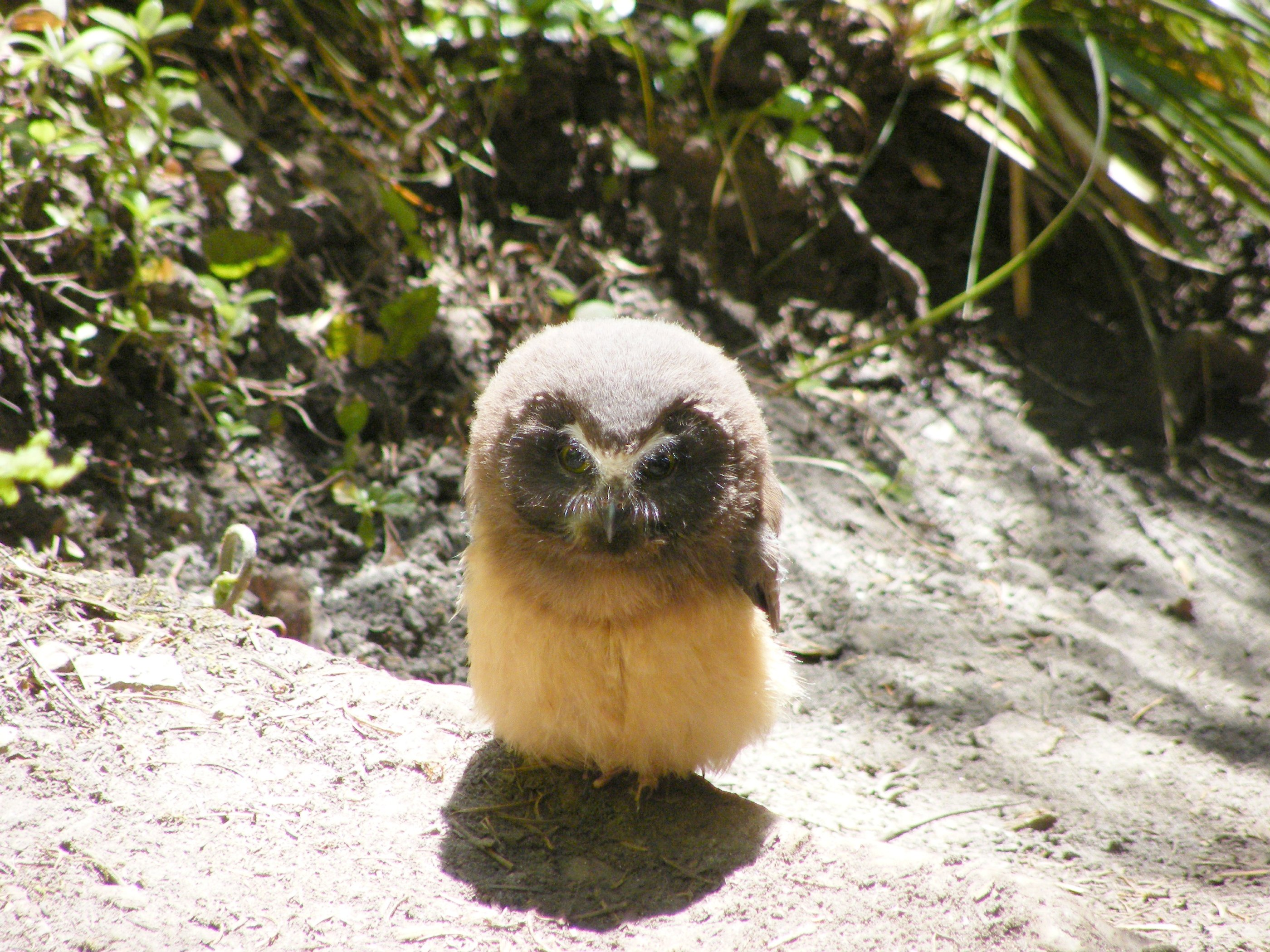
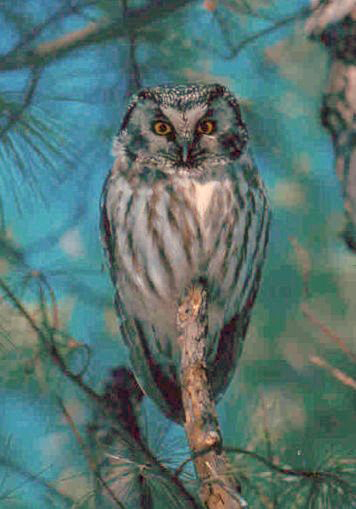
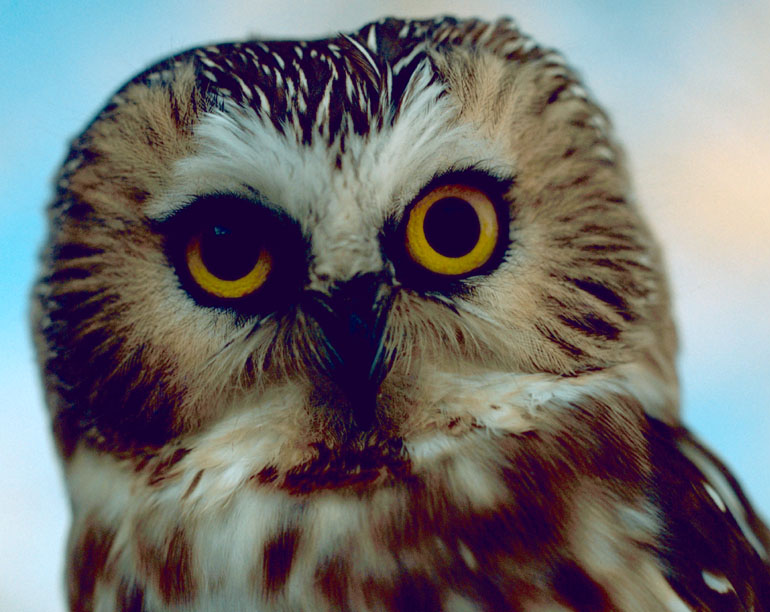
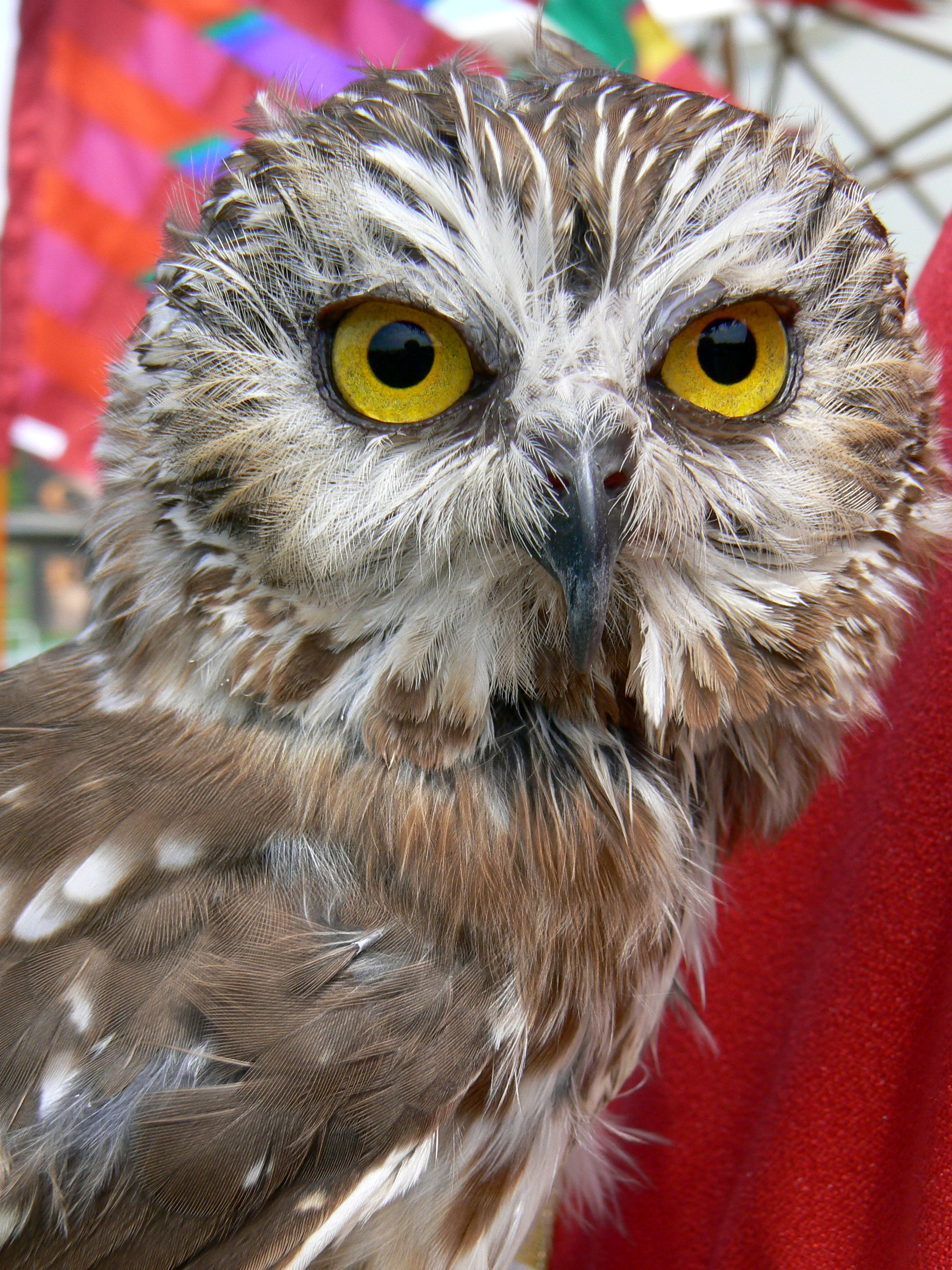